# Great Salt Lake
Great Salt Lake er en saltsø i Utah, USA. Søen er den fjerdestørste sø i verden uden fraløb. Den dækker et område på ca. 4.402 km². Vandet er så salt, at man kan flyde på vandet.
Byen Salt Lake City ligger i umiddelbar nærhed af søen.